# オペレーションサンダーボルト
『オペレーションサンダーボルト』 (OPERATION THUNDER BOLT) は、1988年にタイトーから稼働されたアーケード用ガンシューティングゲームである。
キャッチコピーは『不可能を可能にする鉛の男達』。
欧州では1989年にAmiga、1990年にAmstrad CPC、Atari ST、コモドール64、ZX Spectrumに移植された。北米では1994年にSNESに移植された。
アーケード版は、北米および欧州ではPlayStation 2、Xbox、Windows用ソフト『Taito Legends』（2005年）に収録された他、日本ではPlayStation 2用ソフト『タイトーメモリーズII 上巻』（2007年）に収録された。

## 概要
1987年に同社より発売されて人気を博した、『オペレーションウルフ』の続編である。前作は1人プレイ専用だったが、本作では2人同時プレイが可能となった（2人同時プレイが可能なガンシューティングは、アーケードでは本作が初である）。前作同様こちらも世界中でヒットし、本作のシステムは『リーサルエンフォーサーズ』（コナミデジタルエンタテインメント）の登場まで、同ジャンルのデファクトスタンダードとして定着した。
専用筐体に取り付けられたモデルガン（イングラム MAC10をモデルにしている）を操作し、通常武器のマシンガン（トリガー）と特殊攻撃のロケット弾（銃口左側ボタン）を駆使してステージを進める。どちらも弾数に制限があるが、ステージ中に登場するアイテムを取ることで補給できる。弾薬の他にも、体力回復ドリンクや照準を表示させるレーザーサイトなど、様々なアイテムが出現する。
全8ステージ。前方スクロールステージ（拠点移動）と左方向横スクロールステージ（拠点攻略）が交互に繰り返される（最終ミッション8は旅客機機内を後方から前方に進んでいく）。各ステージの突き当りまで到着するか、そこに待ち受けるボスキャラを倒すとステージクリア。前作と違いステージ選択はできない。
なお、最終面でプレイヤーが死亡すると強制ゲームオーバーとなり、コンティニューできないが二人同時プレイの場合はコンティニュー可。また、パイロットが死亡した場合はバッドエンドとなる。

## ストーリー[2]
アメリカで乗客を乗せた飛行機がハイジャックされた。テロリストグループは当局に対し、24時間以内にテロリストの囚人が解放されなければ人質を殺害すると通告した。ハイジャックされた飛行機はアフリカ・KARUBYA国の空港に着陸し、人質はいくつかの異なる場所に隠された。
CIA長官は、1年前に南米で「オペレーションウルフ」を実行したロイ・アダムスに人質の救出を要請した。ロイは、グリーンベレー時代の仲間であるハーディ・ジョーンズと共に、再び任務に就くのだった。

## キャラクター
ロイ・アダムス
本作の主人公。ゲーム内では１プレイヤー側。第5特殊部隊グループ（5SFG）出身の傭兵。戦歴はベトナム、ニカラグア、コンゴ、オペレーションウルフ。
ハーディ・ジョーンズ
ロイの相棒。ゲーム内では2プレイヤー側。ロイと同じ部隊にいた傭兵。戦歴はベトナム、コンゴ、チリ、ザイール、アンゴラ、レバノン。
人質
ミッション４、６、8に登場。「Help!」と叫びながら、画面端から敵に紛れて現れたり、施設の扉の鍵を破壊して開放すると中から現れたりする。『首からカメラを下げた男性』、『タンクトップとホットパンツの女性』、『背広の男性』、『腕を怪我した男性』、ミッション8限定の『ワンピースの女性』、『少年』がいる。画面外まで無事に逃がすと体力ゲージが1回復し（但し『少年』は逃しても回復しない）、誤って射殺してしまうと2減少する。最終ステージクリア後に助けた人数×100,000点が加算される。
犬・猫
時々画面内を横切る。撃つとアイテムを放出する。
テロリストグループのボス
ミッション8のラストで脱出用旅客機のパイロットを盾にして登場する、頭に白いターバンを巻きサングラスに口髭を蓄えた男。
パイロットを誤射してしまうとバッドエンドとなる。

## アイテム
アイテムは画面上方から投下されるアイテムボックスや、敵・動物、戦闘機の落とした爆弾等を撃つと放出される。
自弾で撃つ事で回収できる。道に落ちているアイテムの上を通過しても回収できない点に注意。
マガジン
撃つとマガジンが補充される。弾薬1本につき40発撃てる。
グレネード弾
グレネード弾が1発補充される。
弾薬箱
マガジンが3本、グレネード弾が2発補充される。
防弾チョッキ
ダメージを軽減する。取得したミッション内でのみ有効。
レーザーサイト
照準が赤いポイントで表示される。取得したミッション内でのみ有効。二人同時プレイ時は取得したプレイヤーしか使用できない。
回復ドリンク
体力ゲージが5回復する。
救急箱
体力が全回復する。

## 移植版
| No. | タイトル                                   | 発売日                        | 対応機種                                      | 開発元                                    | 発売元                  | メディア                                      | 型式                       | 売上本数 | 備考 |
| --- | ------------------------------------------ | ----------------------------- | --------------------------------------------- | ----------------------------------------- | ----------------------- | --------------------------------------------- | -------------------------- | -------- | --- |
| 1   | Operation Thunderbolt                      | 1989年                        | Amiga                                         | Ocean Software                            | Ocean Software          | フロッピーディスク                            | -                          | -        | |
| 2   | Operation Thunderbolt                      | 1990年                        | Amstrad CPC Atari ST コモドール64 ZX Spectrum | Ocean Software                            | Ocean Software          | フロッピーディスク                            | -                          | -        | |
| 3   | Operation Thunderbolt                      | 1994年10月                    | SNES                                          | タイトー                                  | タイトー                | ロムカセット                                  | SNS-36                     | -        | |
| 4   | Taito Legends                              | 2005年10月14日 2005年10月25日 | PlayStation 2 Xbox Windows                    | タイトー Empire Interactive Atomic Planet | Empire Interactive セガ | DVD-ROM                                       | PS2: SLES-53438 SLUS-21122 | -        | アーケード版の移植                                                                                      |
| 5   | タイトーメモリーズII 上巻                  | 2007年1月25日                 | PlayStation 2                                 | タイトー                                  | タイトー                | DVD-ROM                                       | SLPM-66649                 | -        | |
| 6   | タイトーメモリーズII 上巻 エターナルヒッツ | 2008年6月26日                 | PlayStation 2                                 | タイトー                                  | タイトー                | DVD-ROM                                       | SLPM-55017                 | -        | 廉価版                                                                                                  |
| 7   | オペレーション・ ナイトストライカーズ      | INT 2025年8月7日              | Nintendo Switch Windows                       | エムツー                                  | タイトー                | ダウンロード （ニンテンドーeショップ、Steam） | 3099790                    | -        | アーケードとSNES版の移植 『ナイトストライカー』『オペレーションウルフ』と『スペースガン』のカップリング |

SNES版 - 国内未発売。BGMとデモ画面はSNES版オリジナル。ステージ内容はほぼアーケード版と同じだが、ステージ1〜3の攻略順序を任意に選択できたり、プレイヤーキャラを6人の中から選択できるといった新要素がある。2人同時プレイやマウス操作に対応している。

## スタッフ
アーケード版
- プロジェクト・リーダー：緒方正樹
- ゲーム・デザイン：鎗田準次、酒匂弘幸
- ゲーム・プログラム：ささきだいすけ、大槻朗、駒洋三、中村辰男、征矢野伸二
- 音楽：SPLATTER.A（相澤静夫）
- サウンド・エディター：高木正彦、大縫一行、山田靖子
- キャラクター・デザイン：鎗田準次、わきたよしひこ、いしのみのり、讃岐平、加藤久和
- PCBデザイン：おはらたかし
- メカニカル・デザイン：やまだいつじ
- キャビネット・デザイン：いわおかあつし
- アート・デザイン：永井寛保、まつうらおさむ

SNES版
- ディレクター：鈴木雅幸、WOLFGANG SCHMIDT
- プロデューサー：ACORN
- アーティスト：鈴木雅幸、GOTAN 1500（五反葉子）、大原和浩、川石徹、CHAN MAKOTO、うえだてつや
- メイン・プログラム：MUTAKA AI
- サウンド：YOJIRO、BABI（石川勝久）、YAGI（八木下直人）、POCHI（大縫一行）、O.G.R.（小倉久佳）
- サウンド・ソフトウェア：OTOKICHI & SUGIYAMA
- マニュアル・デザイン：なかがわかずお
- スペシャル・サンクス：やすだしろう、坂東清、CUBE HAMADAYAMA、阿部好典、WHALES SAKAYAN、HASEGAWA、SS

## 反響

### 評価
アーケード版
ゲーム誌『ゲーメスト』誌上で行われていた「第3回ゲーメスト大賞」（1989年度）において、年間ヒットゲームで24位を獲得した 。
ZX Spectrum版
ゲーム誌『Crash』では読者投票によりベストグラフィック賞を受賞している。
SNES版
ゲーム誌『GamePro』では、ゲームプレイの反復性と照準レチクルの遅さについて否定的な評価を下しているが、カラフルで詳細に描かれたグラフィックと強い音響効果を称賛し肯定的な評価を下した。

### 映像の表現問題
1989年8月15日付の北海道新聞『「戦争はゲームで」興奮、やるかやられるか』の題名にて写真の戦争ゲームの一例として本作が取り扱われ、「ゲームとは言え戦争をする光景は許されないような気がする」などの戦中派が批判した記事が掲載された。この新聞記事は1989年11月号の『ゲーメスト』の読者ページにて取り扱われ、後に1990年1月号の読者ページにて投稿者からこの新聞記事の意見交換が行われた。これにより、ゲーム作品における暴力・残酷描写問題に一石が投じられることとなった。

## シリーズ作品
- オペレーションウルフ（1987年）
- オペレーションウルフ3（1994年）
- オペレーションタイガー（1998年）